# ロシアの査証政策

スウェーデン国籍の旅券に貼り付けられた通過ビザと出入国印

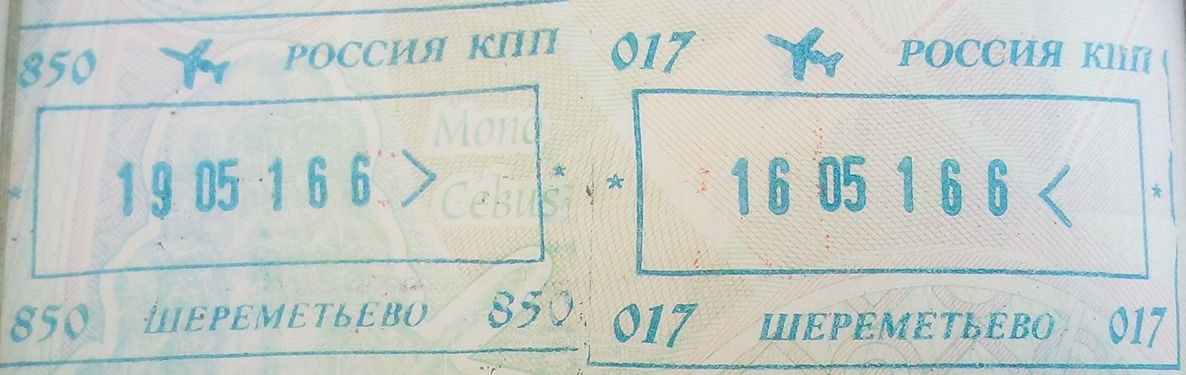
ロシア連邦の入国印

ロシアの査証政策（ロシアのさしょうせいさく）では、ロシア連邦政府がロシアに渡航しようとしている外国人に対して行っている査証（ビザ）政策について記述する。

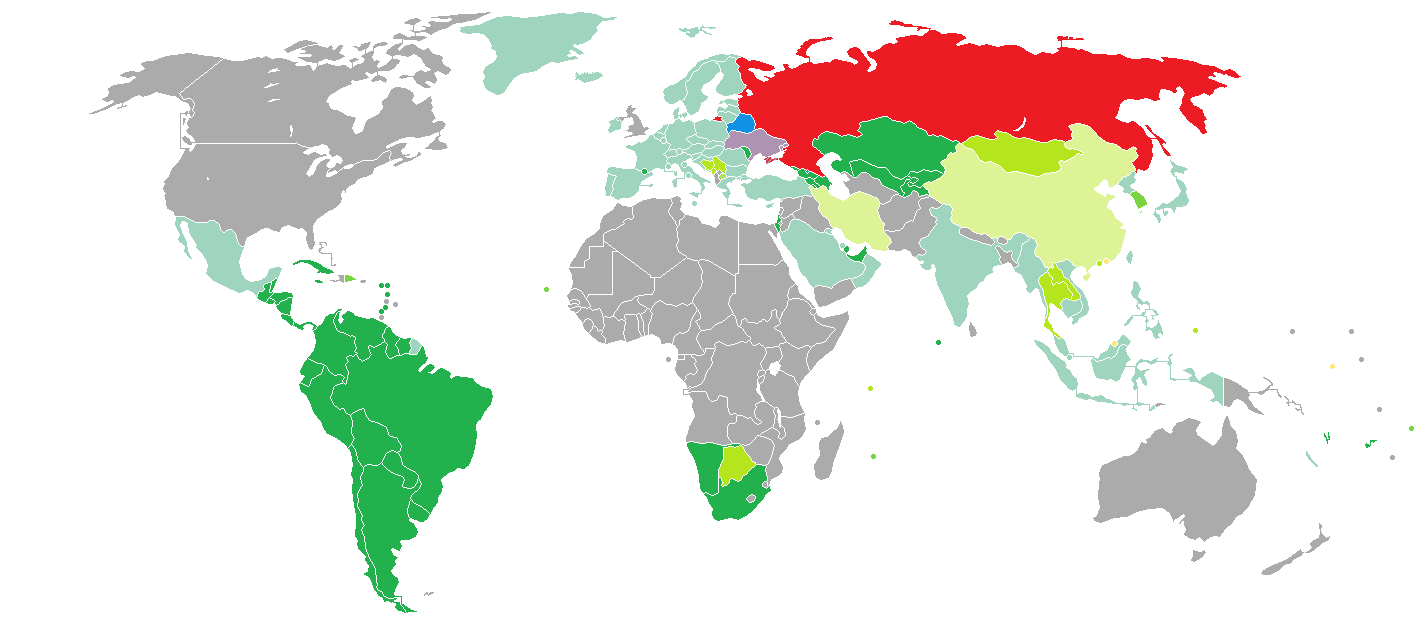
査証を免除される国々（緑。赤はロシア、青緑は無期限滞在が許可されている国・地域）

## 査証免除

### 一般旅券所持者
以下の51ヶ国・地域の国民はビザが免除されている。但し、ベラルーシおよび南オセチアを除く各国・地域の国民については、最初の入国日から180日以内の90日以内の滞在のみが査証免除適用期間である。180日以内の超過滞在は再入国禁止3年、180 - 270日間の超過滞在は再入国禁止5年、270日以上の超過滞在は再入国禁止10年が科される。
| 14日以内 - ブルネイ - 香港 - ナウル | 30日以内 - ボスニア・ヘルツェゴビナ - ボツワナ - ラオス - マカオ - 北マケドニア - モンゴル - モンテネグロ - パラオ - セルビア - セーシェル - タイ | 60日以内 - カーボベルデ - ドミニカ共和国 - モーリシャス - サモア - 韓国 | 非商業目的 - アルゼンチン - ボリビア - ブラジル - チリ - コロンビア - コスタリカ - キューバ - ドミニカ国 - エクアドル - エルサルバドル - フィジー - グレナダ - グアテマラ - ガイアナ - ホンジュラス - イスラエル - ジャマイカ - モルディブ - ナミビア - ニカラグア - パナマ - パラグアイ - ペルー - カタール - セントクリストファー・ネイビス - セントビンセント・グレナディーン - 南アフリカ - スリナム - アラブ首長国連邦 - ウルグアイ - バヌアツ - ベネズエラ | 90日以内 - アブハジア - アルメニア - アゼルバイジャン - カザフスタン - キルギス - エストニア - ラトビア - モルドバ - タジキスタン - ウクライナ - ウズベキスタン 無制限 - ベラルーシ - ジョージア - 南オセチア |

| 査証政策の変化 |
| --- |
| - アルメニア、アゼルバイジャン、ベラルーシ、カザフスタン、キルギス、モルドバ、タジキスタン、ウクライナ、ウズベキスタンの国民はロシア入国に当たって査証は不要である。 - 1994年7月29日：キューバ - 2007年3月24日：タイ - 2008年9月20日：イスラエル - 2008年10月31日：マケドニア - 2008年11月21日：モンテネグロ - 2009年3月6日：ベネズエラ - 2009年6月10日：セルビア - 2009年6月29日：アルゼンチン - 2009年7月1日：香港 - 2010年6月7日：ブラジル - 2010年7月3日：ニカラグア - 2011年1月18日：チリ - 2011年3月11日：コロンビア - 2011年4月25日：南オセチア - 2011年4月26日：アブハジア - 2011年6月21日：ペルー - 2011年12月27日：ウルグアイ - 2012年2月29日：グアテマラ - 2012年9月30日：マカオ - 2012年11月24日：エクアドル - 2013年5月1日：ボスニア・ヘルツェゴビナ - 2014年1月1日：大韓民国 - 2014年7月29日：フィジー - 2014年10月20日：パラグアイ - 2014年11月14日：モンゴル - 2015年2月8日：パナマ - 2015年5月14日：ナウル - 2015年7月11日：ホンジュラス - 2015年11月27日：ガイアナ - 2015年12月14日：セーシェル - 2016年4月10日：モーリシャス - 2016年8月27日：エルサルバドル - 2016年10月3日：ボリビア - 2016年10月21日：バヌアツ - 2017年3月30日：南アフリカ共和国 - 2017年7月9日：サモア - 2017年11月21日：セントクリストファー・ネイビス - 2017年12月2日：ラオス - 2017年12月24日：グレナダ - 2018年1月8日：ブルネイ - 2018年11月27日: ジャマイカ - 2018年12月27日: パラオ - 2019年1月7日: セントビンセント・グレナディーン 免除中止： ソビエト連邦時代 - ドイツ民主共和国：1990年 ロシア連邦時代 - エストニア・ラトビア：1993年5月12日 - ベトナム：1994年2月20日 - リトアニア：1994年4月19日 - モンゴル：1995年5月5日 （2014年に査証免除再開） - 朝鮮民主主義人民共和国：1997年5月22日 - トルクメニスタン：1999年7月17日 - スロベニア：1999年12月1日 - ジョージア：2000年12月3日 - チェコ：2000年5月29日 - スロバキア：2001年1月1日 - ハンガリー：2001年6月14日 - ブルガリア：2002年5月7日 - ポーランド：2003年10月1日 - キプロス：2004年1月1日 - ルーマニア：2004年3月1日 - クロアチア：2013年3月31日 - トルコ：2016年1月1日 |

### 団体旅行
中国：中華人民共和国の国民は中露両国に登録された旅行社の代表者を同伴する団体（5人以上50人以下）の一員として旅行する場合、最大15日間の無査証でロシアに入国することが可能である。

### ベラルーシとの国境
ロシア・ベラルーシ両国以外の第三国の国民が両国の陸路国境を通過することは許可されていない。これは両国の国民が相互に自由に往来可能であることから国境において出入国管理が行われておらず、両国民以外の外国人を管理できないためである。

### 航路利用時の72時間査証免除特例
2009年5月以降、アナディリ、カリーニングラード、コルサコフ、ノヴォロシースク、ムルマンスク、セヴァストポリ、ソチ、サンクトペテルブルク、ウラジオストク、ヴィボルグ、ザルビノの各港から定期船で入国する国際観光客は旅行代理店によって特別に承認された宿泊施設に宿泊することにより、無査証で最大72時間ロシアに滞在することが可能になった。さらにクルーズ船利用の場合は現地の旅行会社が主催するツアーに参加可能である。
定期船でのサンクトペテルブルク港からの入国はタリン港またはヘルシンキ港の2ヶ所から可能である。ストックホルム港からヘルシンキ経由で72時間の無査証での旅行を行うことも可能である。

### 査証免除区域
- 日本：
- アメリカ — アラスカ州の先住民は親族等がいる場合に限り最大90日間チュクチ自治管区への無査証での渡航が認められている。親族等からの招待状が必要であるほか、アナディリ、プロヴィデニヤ、ラフレンチヤ、ウエレンからの入国に限られる[14]。

### 陸路国境の往来
- ラトビア — 国境通行許可証を所持する者はあらゆる180日間のうち最大90日間査証免除となる[15]。

- ノルウェー — 国境通行許可証を所持する者は15日間査証免除となる[16][17][18]。

## 電子査証
2017年8月8日より、18ヶ国の国民が電子査証による極東ロシア地域の一部への訪問が可能となった。
発給条件

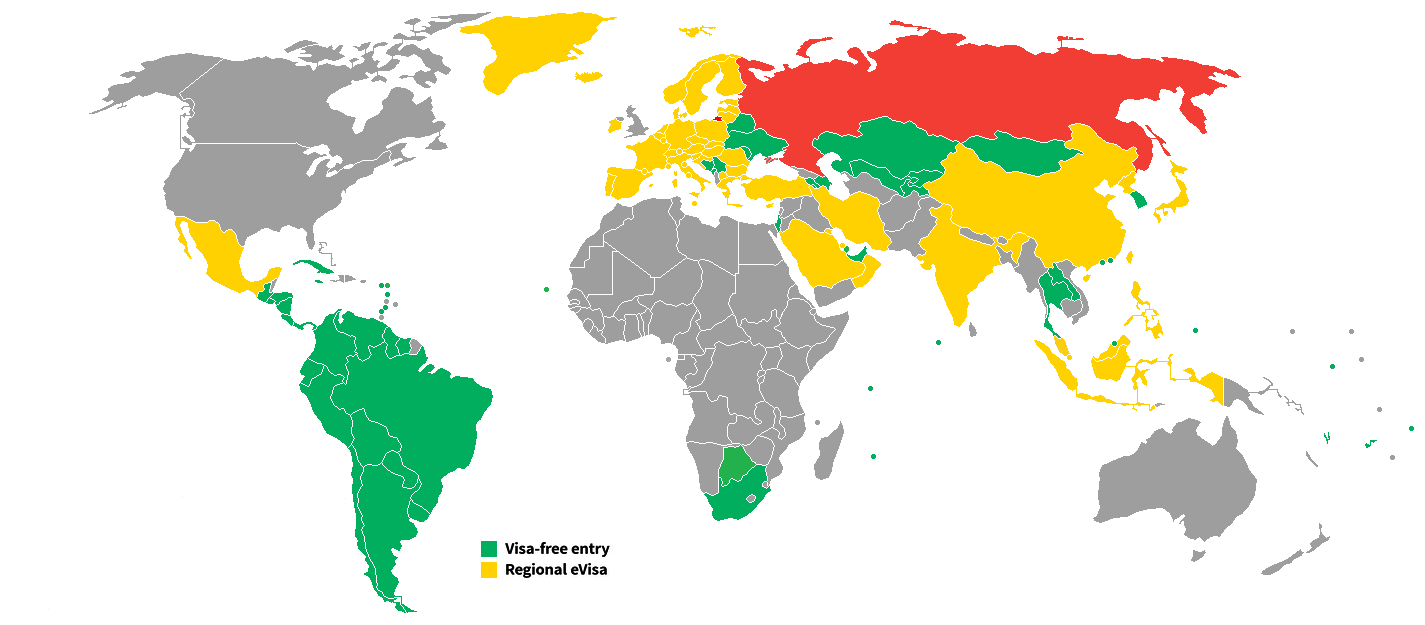
ロシア
クリミア半島（ロシアの実効支配地域）
査証免除
電子査証対象
極東地域およびカリーニングラード州へ電子査証にて訪問可能
極東地域のみ電子査証にて訪問可能
カリーニングラード州のみ電子査証にて訪問可能

- シングルエントリーで30日間有効、連続滞在期間は入国日と出発日を含め8日間以内。
- 電子査証の延長は不可である。
- 電子査証は無料である。
- 電子査証の発給において招待状やホテルの予約確認書などは不要である。
- 申請日から4日間以内に電子ビザが発給される。
- 発給可能な電子査証は一般商用、一般観光、一般人道（スポーツや文化・科学技術関係など）の3種類である。
- 電子査証で入国した外国人は入国した地域の範囲で自由移動権を有する（特別許可が必要な地域、機関、施設などを除く）。
- 専用ホームページにて入国予定日の4 - 20日間前までに電子査証取得申請書の記入を行わなければならない。
- 申請日より6ヶ月間有効な旅券を所有していなければならない。
- 出入国のスタンプを押すためスペースがあること。
- 外国人はロシア国内で有効な医療保険に加入していなければならない。

### 極東地域

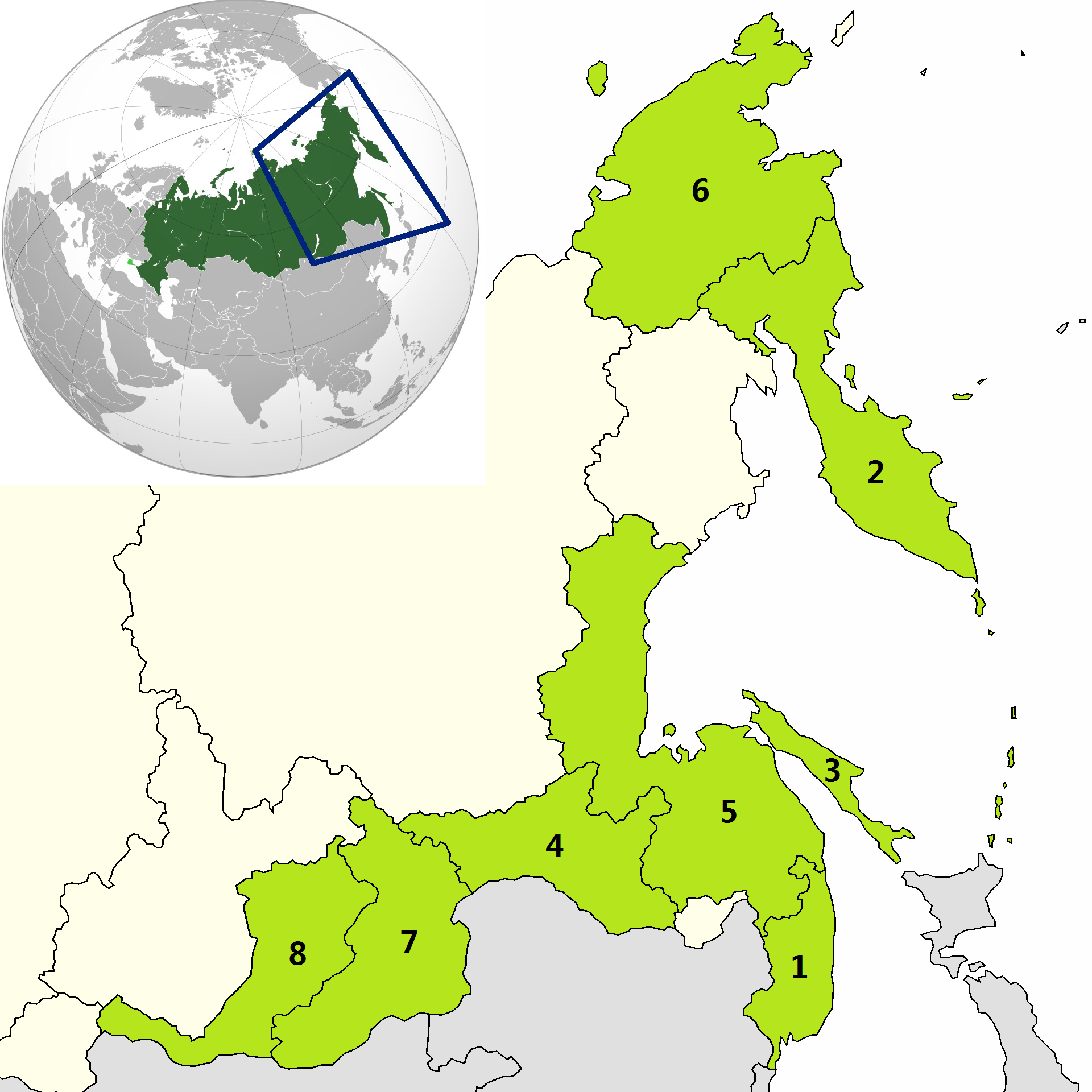
1. 沿海地方
2. カムチャツカ地方
3. サハリン州
4. アムール州
5. ハバロフスク地方
6. チュクチ自治管区
7. ザバイカリエ地方
8. ブリヤート共和国

対象国
| - アルジェリア - バーレーン - ブルネイ - 中国 - 台湾 - インド - イラン - 日本 - 朝鮮民主主義人民共和国 - クウェート | - メキシコ - モロッコ - オマーン - カタール - サウジアラビア - シンガポール - チュニジア - トルコ - アラブ首長国連邦 |  |

| 出入国地点                                     | 滞在可能地域     | 制度開始年月日 |
| ---------------------------------------------- | ---------------- | -------------- |
| ウラジオストク国際空港                         | 沿海地方         | 2017年8月8日   |
| ウラジオストク旅客港                           | 沿海地方         | 2017年8月8日   |
| ポシェト港                                     | 沿海地方         | 2018年1月1日   |
| ザルビノ港                                     | 沿海地方         | 2018年1月1日   |
| ハサン、マハリノ、ポグラニチニ（いずれも鉄道） | 沿海地方         | 2018年1月1日   |
| ポルタフカ、トゥリー・ログ（いずれも道路）     | 沿海地方         | 2018年1月1日   |
| ペトロパブロフスク・カムチャツキー港           | カムチャツカ地方 | 2018年1月1日   |
| コルサコフ港                                   | サハリン州       | 2018年1月1日   |
| イグナチェヴォ空港                             | アムール州       | 2018年9月1日   |
| ハバロフスク空港                               | ハバロフスク地方 | 2018年9月1日   |
| エリゾヴォ空港                                 | カムチャツカ地方 | 2018年9月1日   |
| ウゴリヌイ空港                                 | チュクチ自治管区 | 2018年9月1日   |
| ユジノサハリンスク空港                         | サハリン州       | 2018年9月1日   |
| バイカル国際空港                               | ブリヤート共和国 | 2019年6月1日   |
| カダラ空港                                     | ザバイカリエ地方 | 2019年6月1日   |

### カリーニングラード州

カリーニングラード州（深緑色）

2019年7月1日より、53ヶ国の国民が電子査証によるカリーニングラード州への訪問が可能となった。
| - 欧州連合 - アンドラ - バーレーン - 中国 - 台湾 - アイスランド - インド - インドネシア - イラン - 日本 - クウェート - リヒテンシュタイン - マレーシア - メキシコ - モナコ | - 朝鮮民主主義人民共和国 - 北マケドニア共和国 - ノルウェー - オマーン - フィリピン - カタール - セルビア - サンマリノ - サウジアラビア - シンガポール - トルコ - スイス - バチカン市国 |  |

| 出入国地点           | 滞在可能地域         | 制度開始年月日 |
| -------------------- | -------------------- | -------------- |
| 空港                 | カリーニングラード州 | 2019年7月1日   |
| フラブロヴォ空港     | カリーニングラード州 | 2019年7月1日   |
| 道路                 | カリーニングラード州 | 2019年7月1日   |
| バグラティオノフスク | カリーニングラード州 | 2019年7月1日   |
| グセフ               | カリーニングラード州 | 2019年7月1日   |
| マモノヴォ           | カリーニングラード州 | 2019年7月1日   |
| モルスコエ           | カリーニングラード州 | 2019年7月1日   |
| ポグラニチニ         | カリーニングラード州 | 2019年7月1日   |
| ソヴィェツク         | カリーニングラード州 | 2019年7月1日   |
| チェルニシェフスコエ | カリーニングラード州 | 2019年7月1日   |
| 鉄道                 | カリーニングラード州 | 2019年7月1日   |
| マモノヴォ           | カリーニングラード州 | 2019年7月1日   |
| ソヴィェツク         | カリーニングラード州 | 2019年7月1日   |
| 港湾                 | カリーニングラード州 | 2019年7月1日   |
| カリーニングラード港 | カリーニングラード州 | 2019年7月1日   |
| バルチースク港       | カリーニングラード州 | 2019年7月1日   |
| スヴェルトイ港       | カリーニングラード州 | 2019年7月1日   |

### サンクトペテルブルク

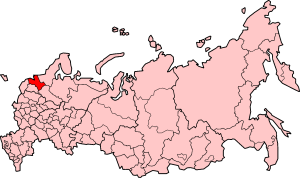
サンクトペテルブルクおよびレニングラード州

2019年10月1日より、電子査証によるサンクトペテルブルクおよびレニングラード州への訪問が可能となった。
下記の53ヶ国の国民が対象である。
| - 欧州連合 - アンドラ - バーレーン - 中国 - 台湾 - アイスランド - インド - インドネシア - イラン - 日本 - クウェート - リヒテンシュタイン - マレーシア - メキシコ - モナコ | - 朝鮮民主主義人民共和国 - 北マケドニア共和国 - ノルウェー - オマーン - フィリピン - カタール - セルビア - サンマリノ - サウジアラビア - シンガポール - トルコ - スイス - バチカン市国 |  |

| 出入国地点                 | 滞在可能地域                          | 制度開始年月日 |
| -------------------------- | ------------------------------------- | -------------- |
| 空港                       | サンクトペテルブルク レニングラード州 | 2019年10月1日  |
| プルコヴォ空港             | サンクトペテルブルク レニングラード州 | 2019年10月1日  |
| 道路                       | サンクトペテルブルク レニングラード州 | 2019年10月1日  |
| イヴァンゴロド             | サンクトペテルブルク レニングラード州 | 2019年10月1日  |
| ブルスニチノエ             | サンクトペテルブルク レニングラード州 | 2019年10月1日  |
| スヴェトゴルスク           | サンクトペテルブルク レニングラード州 | 2019年10月1日  |
| トルフャノフカ             | サンクトペテルブルク レニングラード州 | 2019年10月1日  |
| 港湾                       | サンクトペテルブルク レニングラード州 | 2019年10月1日  |
| ヴィソツク                 | サンクトペテルブルク レニングラード州 | 2019年10月1日  |
| サンクトペテルブルク旅客港 | サンクトペテルブルク レニングラード州 | 2019年10月1日  |
| 徒歩                       | サンクトペテルブルク レニングラード州 | 2019年10月1日  |
| イヴァンゴロド             | サンクトペテルブルク レニングラード州 | 2019年10月1日  |

## 国際空港での乗継
ロシア国内の国際空港を利用して制限区域外に出ることなく24時間以内に乗継を行う場合は査証は不要である（ベラルーシまたはカザフスタンが最終目的地の場合を除く）。但しロシア国内の以下の国際空港には制限区域が存在しないため、これらの空港を利用する場合は通過ビザが必要となる。
- イルクーツク国際空港
- ハバロフスク空港
- クラスノダール国際空港
- ミネラーリヌィエ・ヴォードィ空港
- プラトフ国際空港（ロストフ）
- ソチ国際空港
- ウラジオストク国際空港
- ユジノサハリンスク空港

## 閉鎖都市
いくつかの閉鎖都市への立ち入りは当局の許可が必要である。

## 外国人立入禁止区域
1992年の政令ではロシア連邦内の19の地域において特別な許可なしに外国人が立ち入ることが禁止されている。この制限はロシア国民には適用されない。
対象地域
- チュクチ自治管区：全域
- レニングラード州：ゴーグラント島を除くフィンランド湾内の島嶼、フィンランド湾南岸全長20km。
- 北オセチア共和国：約85%、ジョージアおよび南オセチアとの境界は主要道路沿いが開放されている。2012年にはツェイ峡谷が外国人に開放された。
- カリーニングラード州の一部：約15%
- モスクワ州の一部：約10%
- アルハンゲリスク州の一部（ノヴァヤゼムリャ含む）：約30%.
- ムルマンスク州の一部：約15%（ノルウェー方面への主要道路は開放されている）
- カムチャツカ地方の一部
- 沿海地方の一部

## クリミア半島
2014年現在、クリミア半島内のロシアの実効支配区域ではロシアの査証政策が適用されている。しかしながら、ウクライナ政府は外国人に対してウクライナの査証政策を遵守するように要求している。

## 査証
ロシアのビザは機械読取式であり、パスポートに貼り付ける様式である。申請者の氏名は、ラテン文字とキリル文字の両方にて表記される。

### 種類
- 個人ビザ
- 業務ビザ
- 観光ビザ
- 留学ビザ
- 就労ビザ
- 文化交流ビザ
- 通過ビザ

### 申請方法
全ての種類ともロシア大使館または領事館に申請する。 全ての書類が準備されている場合、通常は10営業日以内に発給される。観光ビザの場合は以下の書類が必要である。
- 申請者の旅券（原本）：申請するビザの出国期限より6ヶ月以上有効な旅券、査証欄には少なくとも見開きで２ページ以上の余白を必要とする。
- 電子査証申請書（EVA）：ロシア外務省領事局の専用サイトにて取得し、ロシア語または英語で入力したものを印刷する。
- 写真1枚：カラー、パスポートサイズ（4.5 × 3.5 cm）の写真。
- バウチャー：旅行会社が発行するものであること、以下の情報が含まれていることを要する。
  - 旅行者の氏名・生年月日・旅券番号
  - ロシア入国日および出国日
  - 観光ルート、移動手段、宿泊場所、観光プログラム
  - 旅行会社の署名と印
  - 支払済み証明
  - ロシアの受入れ旅行会社名とその旅行レファレンス番号